# Галал Яфай — Томмі Френк
Бій Галал Яфай — Томмі Френк (англ. Galal Yafai vs Tommy Frank) — професійний боксерський поєдинок між олімпійським чемпіоном 2020 в найлегшій вазі Галалем Яфаєм і Томмі Френком. Бій відбувся 19 серпня 2023 року на Утіліта Арені в Бірмінгемі (Західний Мідленд, Велика Британія). Галал Яфай здобув перемогу нокаутом в першому раунді.

## Передумови
Галал Яфай став професіоналом у січні 2022 року, завоювавши в своєму дебютному поєдинку, який пройшов на О2 Арені в андеркарді бою між Ловренсом Околі та Міхалом Чесляком, титул WBC International. Відтоді уродженець Бірмінгема боксував у Медісон-сквер-гарден (в андеркарді поєдинку Джессі Варгас — Ліам Сміт), Абу-Дабі (в андеркарді поєдинку Дмитро Бівол — Хільберто Рамірес) та ще раз на О2 Арені (в андеркарді поєдинку Ентоні Джошуа — Джермейн Франклін). 
19 серпня Галал Яфай вперше в кар'єрі боксуватиме в головній події.
Томмі Френк (15–3–1, 3 KO), колишній чемпіон IBF Inter-Continental та WBC International, востаннє виходив на ринг 5 травня 2023 року, коли втратив пояс BBBofC в найлегшій вазі, поступившись співвітчизнику Джею Гаррісу (TKO 10).

## Час початку
Боксерське шоу розпочалося 19 серпня о 21:00 за київським часом, а головна подія —  о 00:33 за київським часом.

## Транслятори
Трансляція поєдинку пройшла на потоковому мультимедіа DAZN.

## Перебіг поєдинку
З початком бою Галал почав активно пресингувати свого суперника, відправивши його вже на першій хвилині у нокдаун. Той піднявся, проте через декілька секунд вдруге впав на канвас (на цей раз рефері не розпочав відлік часу). Далі Яфай продовжив наносити удари по Томмі Френку допоки команда уродженця Шеффілда не викинула рушник.